# Palacio de Hildburghausen
El Palacio de Hildburghausen en la ciudad homónima en Turingia fue la sede de gobierno de los duques de Sajonia-Hildburghausen hasta 1826.

## Construcción
El palacio fue construido en el extremo suroccidental del centro de la ciudad, en el lugar de un antiguo castillo con foso. Siguiendo el ejemplo del Palacio de Versalles, el edificio tenía tres pisos en forma de herradura. La estructura barroca consistía en un edificio central principal con dos alas añadidas en ángulo recto, rodeando un patio de honor. El palacio estaba dotado de tres salones principales y varias salas de audiencia con muros de estuco y techos parcialmente pintados en estilo rococó. La fachada se caracterizaba por sólidas yeserías, ventanas rectangulares, jambas de piedra simple, almohadillado remarcando las esquinas y techo alquitranado en forma de silla de montar. Por el lado del patio, el ala principal estaba subdividida por dos portales con pilastras dóricas, rematadas con frontones triangulares con esculturas figurativas. El lado del jardín tenía 22 ventanas por eje y estaba subdividido asimétricamente por galerías de ventanas enmarcadas por pilastras, pero sin frontones.

## Historia
La primera piedra del palacio fue puesta el 27 de mayo de 1685 por el duque Ernesto de Sajonia-Hildburghausen, en presencia de su corte. La ciudad le había proporcionado terreno para un palacio y un jardín. Elías Gedeler dirigió la construcción del proyecto. Derribó parte de las murallas de la ciudad, que habían permanecido intactas hasta entonces. Tras la muerte de Gedeler en 1693, el proyecto fue encargado a Johann Schnabel hasta su finalización el 24 de julio de 1695.
Originalmente se planeó una versión más lúdica del palacio, pero se sobrepasó el presupuesto y tuvieron que gravarse nuevos impuestos para financiar la construcción. El ala oeste sin decoraciones solo tenía dos plantas y fue completada en 1707. Esta ala contenía los establos, el garaje de carruajes, las oficinas del Hofmarschall (jefe administrativo de la corte) y la Iglesia del Espíritu Santo, con la cripta ducal. La iglesia fue formalmente inaugurada el 30 de agosto de 1705.
El mayor salón en el palacio se hallaba en la tercera planta y servía como auditorio y para fiestas de disfraces. Más tarde, la biblioteca ducal y la colección de historia natural se instalaron en este salón. El palacio sufrió daños repetidamente por la caída de rayos eléctricos de tormenta. En mayo de 1783, un rayo destruyó la biblioteca y la iglesia y mató a cinco caballos en los establos. En 1803, partes del interior fueron renovadas con ocasión de una vista del rey y la reina de Prusia.
Después del traslado de la corte fuera del palacio en 1826, sirvió para albergar a algunos funcionarios. La iglesia del palacio fue convertida en una sala de tribunales en 1847. En 1867, el palacio fue demolido parcialmente y modificado para servir como barracones para el Segundo Batallón del 6º Regimiento de infantería turingio n.º 95.
El palacio fue incendiado por la artillería norteamericana el 7 de abril de 1945 y destruido casi por completo. Solo la fachada y parte de la escalera permanecieron en pie. El resto del castillo fue demolido entre 1947 y 1950.

## El parque

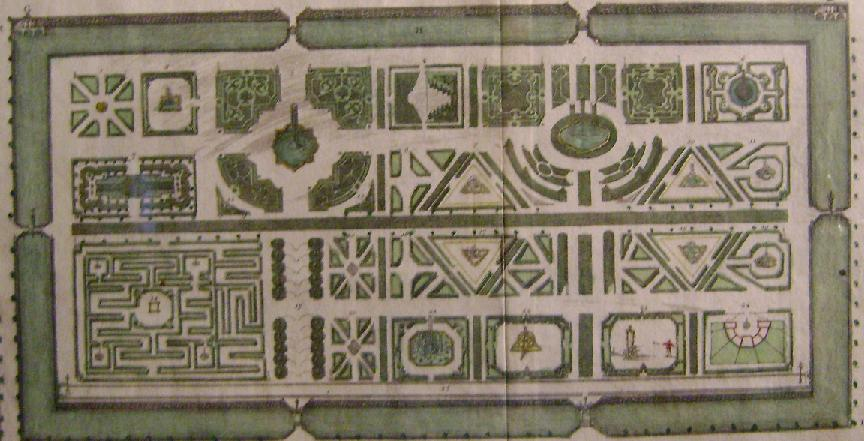
Mapa del parque en Hildburghausen en 1720, del atlas de Hofmann.

La construcción del parque empezó en 1700. Fue completada por el duque Ernesto Federico I, quien quería imitar el parque de Versalles. El parque fue equipado con grutas, fuentes, miradores, esculturas, laberintos y un teatro al aire libre. En 1720, se añadió un canal, alimentado con agua del cercano río Werra. El duque financió el canal con la dote de su madre, la ciudad de Culemborg en la provincia de Güeldres.
El mantenimiento del parque era económicamente muy caro. Cuando los receptores imperiales se hicieron cargo en 1792, una de sus primeras medidas fue la transformación del parque en un jardín inglés, en la forma en la que el parque todavía existe en la actualidad. En el centro del parque se levanta el Monumento a Luisa, construido por la duquesa Carlota en 1811, en memoria de su hermana Luisa.
En 1867, el ejército empezó a utilizar el parque como zona de ejercicios. En 1890, la propiedad del parque fue devuelta a la ciudad y el parque fue abierto al público. Entre 1990 y 1993 se restauraron tres parques para hacerlo más accesible.